# IRC-10414
IRC-10414 (RAFGL 2139) är en ensam stjärna i södra delen av stjärnbilden Skölden. Den har en skenbar magnitud av ca 12,0 och kräver ett  teleskop för att kunna observeras. Baserat på parallax enligt Gaia Data Release 2 på ca 1,019 mas, beräknas den ligga på ett avstånd av ca 6 500 ljusår (ca 2 000 parsec) från solen. Den rör sig bort från solen med en heliocentrisk radialhastighet av ca 29 km/s. Stjärnan är en röd superjätte och flyktstjärna, ett sällsynt exempel på en röd superjätte med en bågchock.

## Observation
Även om IRC-10414 är en ensam stjärna med 12:e magnituden visuellt, noterade tidiga observationer av infraröd strålning den snabbt som en ljuskälla. Dess position nära det galaktiska planet markerade den som ett potentiellt ljusstarkt objekt. Observationer upptäckte sedan OH-emission från stjärnan, vilket återigen tyder på en potentiellt ljusstark sval superjätte. Omgivande stoft har hittats kring stjärnan och den antogs vara en högt utvecklad stjärna på asymptotiska jättegrenen (AGB). Baserat på detta antagande förväntades den ligga omkring 700 parsec från solen.
Det fanns misstankar om att IRC-10414 kan vara en riktig superjättestjärna baserat på vissa spektrala egenskaper. Baserat på ett kinematiskt avstånd på 4 500 parsec, härledde de en mycket hög ljusstyrka på 400 000 gånger solens för stjärnan. VLBI-mätningar av SiO-masrar runt IRC-10414 gav ett avstånd runt 2 000 parsecs och bekräftade den röda superjättens natur.

## Egenskaper
IRC-10414 har spektraltyp M7 eller M8, vilket är mycket ovanligt för en superjätte. Den är notervärd för att vara en av de mycket få kända bågchockproducerande röda superjättestjärnorna, tillsammans med Betelgeuse och Mu Cephei. Till skillnad från de andra två kan bogchocken observeras i synligt ljus. Dess stjärnvind verkar joniseras av stjärnorna i stjärnhopen NGC 6611 och/eller den närliggande (på himlen) Wolf–Rayet-stjärnan WR 114.
Dess avstånd är inte särskilt väl analyserat, men det uppskattas vara i storleksordningen 2 kiloparsek på grundval av dess parallax och stjärnans närhet till de öppna hoparna och stjärnbildningsregionerna NGC 6604, Örnnebulosan och Omeganebulosan (de tre som också delar ett liknande avstånd till solen, på cirka 2 kiloparsec); studierna av vattenmasrarna som omger den tyder på ett högre avstånd, upp till cirka 3 kiloparsec. Men födelseplatsen för denna stjärna är inte klar och dess kinematik och ålder visar att det är osannolikt att den hade bildats i någon av de tre tidigare nämnda stjärnbildande regionerna.
Om man antar avståndet ovan och en yttemperatur på 3 300 K, är IRC-10414 160 000 gånger ljusare än solen och dess diameter i storleksordningen 1 200 gånger solens, vilket placerar denna stjärna bland de största kända. Stjärnevolutionsmodeller anger i det fallet en initial massa mellan 20 och 25 solmassor och en ålder mellan 6 och 10 miljoner år. En Gaia Data Release 2-parallax på 1,0192 ± 0,1979 mas eller ett avstånd runt en kiloparsec ger stjärnan en mycket lägre ljusstyrka på 30 200–39 400 gånger solens med en motsvarande radie på 597 solradier.

## Variabilitet

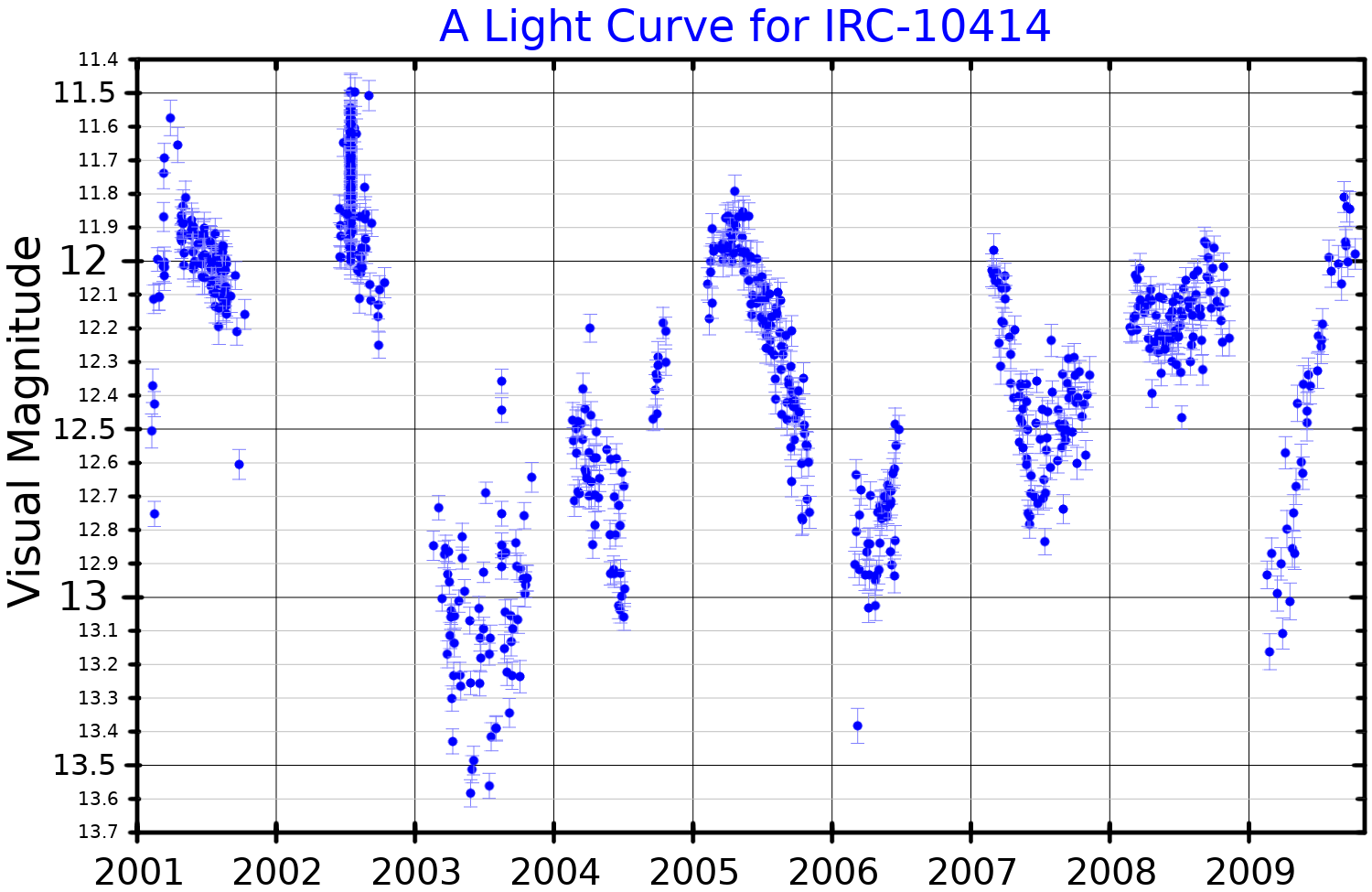
Ljuskurva av synligt ljus för IRC-10414, plottad efter ASAS-data.

IRC-10414 har rapporterats som en trolig variabel med en period på 768 dygn och en amplitud över en magnitud. Observationer av en lång serie All Sky Automated Survey-observationer visade återigen variabilitet med en amplitud över en magnitud, men med en period på 2 726 dygn. Variabiliteten är osannolikt regelbunden och den mest sannolika klassificeringen ges som halvregelbunden. Den är ännu (2013) inte listat i General Catalogue of Variable Stars.